# 弱音器

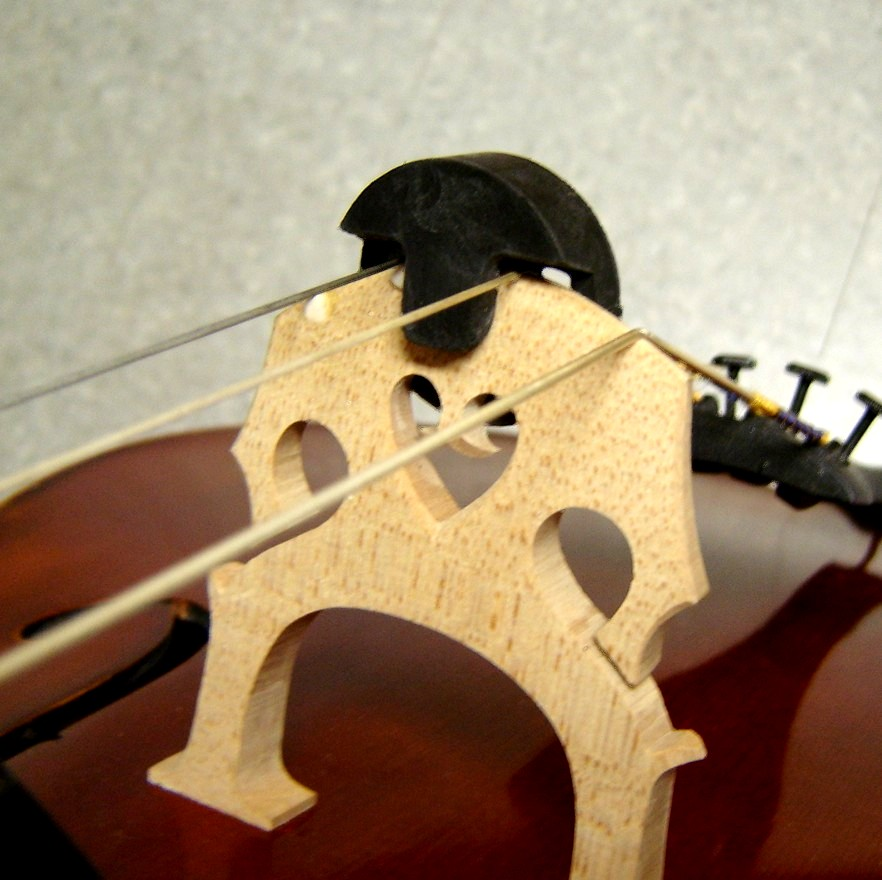
裝在大提琴琴弦上的黑色弱音器

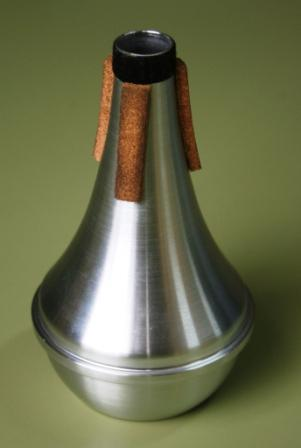
小號使用的弱音器

弱音器是輔助樂器的一種。目前有两种弱音器，一种是金属材质的，完全是用来降低音量的。另外一种，多为橡胶做成，降低音量的效果不明显，但可以使琴发出的声音更为柔和。對弦樂器，如小提琴來說，两种弱音器均是卡在的琴橋上。對銅管樂器如小號，弱音器則呈碗狀放在號口處。